# Hans Siemens
Hans Siemens (3 de diciembre de 1818 - 28 de marzo de 1867) fue un industrial alemán, fabricante de vidrio y constructor de hornos regenerativos, hermano menor de Werner von Siemens.

## Semblanza
Hans fue el segundo hijo del arrendatario Christian Ferdinand Siemens (1787-1840) y de su esposa Eleonore Henriette (de soltera Deichmann, 1792-1839). Era uno de los 14 hijos de la familia y probó suerte en una amplia variedad de profesiones. Le había prestado dinero repetidamente a su hermano Werner von Siemens, quien en agosto de 1847 ya le debía 1500 táleros.
Siemens estaba dedicado inicialmente a la agricultura, y después de la muerte del padre, continuó administrando desde Menzendorf durante un tiempo la finca familiar, que estaba ubicada en la ladera norte de Harz. Compró una destilería en Mecklenburgo, para lo que necesitaba dinero con urgencia, por lo que su hermano le devolvió 800 táleros de sus deudas en septiembre. Inventó un alambique que se caracterizó por una disposición novedosa del intercambiador de calor. En 1859, cuando su hermano Friedrich Siemens regresó a Inglaterra, Siemens también experimentó inicialmente con hornos de acero, que se vendieron tan bien que tuvo problemas para satisfacer todos los pedidos. Hacia 1860 había comenzado a construir hornos regenerativos en Sajonia.
Unió sus fuerzas con el fabricante de máquinas Georg Mehlis, para establecer un negocio de ingeniería de hornos y un pequeño horno de vidrio en Dresde-Löbtau, que adquirió a principios de 1862 por 30.000 táleros. La empresa de su hermano Werner, Siemens & Halske, aportó 50.000 táleros al capital empresarial como socio en la sombra. Con esta iniciativa quería demostrar a otros fabricantes cómo funcionaban sus hornos, y logró utilizar con éxito el horno regenerativo inventado por sus hermanos Friedrich y Carl Wilhelm. Después de su muerte, la fábrica de vidrio pasó a manos de su hermano menor, Friedrich Siemens.
Además, llevó a cabo pruebas detalladas para hacer que la quema de gas fuera utilizable para fabricar cal. A partir de 1864, junto con Ferdinand Steinmann, diseñó el llamado horno de cal a gas Siemens-Steinmann. Estos hornos estaban equipados con unos generadores que permitían la gasificación del lignito.